# Волго
Волго — озеро в Селіжаровському, Осташковському і Пенівському районах Тверської області Росії, за 25 км на південь від Осташкова, найбільше в системі Верхньоволзьких озер на Валдайській височині, четверте і останнє з групи озер, через яке проходить верхня течія річки Волга, зарегульована Верхньоволзьким бейшлотом.
Два озера Волго (Волго-I, Волго-II), з'єднані протокою біля Великого і Малого Лохово, витягнуті з заходу на схід на 40 км, ширина озер до 4 км, середня глибина 2 м, площа водної поверхні озер 61 км². Озеро Волго в результаті побудови Верхньоволзького бейшлота істотно змінило свої межі. Початково довжина його була 7 км, ширина — до 2 км. Зараз Волго розкинулося від села Волга (Тухачово), на заході до села Селище на сході. Між озерами Пено і Волго (близько 30 км) річка Волга являє собою розлив, то що розширює, то скорочує свої межі. Південні береги Волго піднесеніші, північні — нижчі. У деяких місцях на високих берегах видно виходи вапняків. З-під вапняків нерідко б'ють джерела — так звані «кип'ятки» з водою — «здоровцем», температура якої увесь рік дорівнює 6 °C.
У західній частині біля селища Пено у Волго-I з півдня впадають річки Плотиченка і Жукопа. У протоку між озерами з півдня впадають річки Леменка і Велика Дубенка, з півночі — річка Коча.
На північному березі Волго-II (довжина 21 км, ширина до 3 км) дві великі затоки. Майже в центрі озера піднімається острів Білий Плав. Північні береги озера ниці, часто затоплюються при розливі.
Рівень води в озері в залежності від режиму бейшлота може значно коливатися.